# Font vella de la plaça Major (la Sénia)
La font vella de la plaça Major és una obra de la Sénia (Montsià) inclosa a l'Inventari del Patrimoni Arquitectònic de Catalunya. Font dita "Vella" per a diferenciar-la de la font nova inaugurada a la mateixa plaça, el 1952. Té tres brolladors, situats a un nivell inferior al de la resta de la plaça. L'aigua cau a una pica de lloses de pedra, rectangular i molt poc fonda, i torna al canal interior que circula per un passadís comunicat a l'exterior per una obertura situada a sobre dels brolladors. S'accedeix a la font mitjançant dos trams laterals d'escales, un a cada banda d'ella que baixen en sentit contrari a la font fins a arribar a un replà comú a partir del qual baixen quatre esgraons centrals. A nivell de la plaça el perímetre de la font és envoltat per un pedrís de maçoneria amb barana de ferro a sobre. Brolladors de ferro.
Es conserva un document on consta que el 1834 Antoni Vidal Garcia dona 100 duros per a col·laborar a portar a terme el projecte d'allargar el canal d'aigua que arribava al lloc dit "La nòria" (c/ Jaume I) fins a la Plaça i construir en conseqüència un safareig i un abeurador en el c/ Bailén actual i una font a la plaça. Aquesta probablement és l'actual, apareix tal com és ara en una fotografia de finals del segle xix. El canal d'on procedeix la seva aigua era conegut com a "reguer del poble" i abans de la instal·lació de l'aigua potable era el que abastava tota la Sénia. A més d'aquesta font sembla que n'hi havia alguna més de les quals sols es conserva la del creuament c/ del Carme - c/ Sarragossa. Al "Libro de acuerdos de la vila de la Cenia" en acta de 25 d'agost de 1833, es parla de portar aigua de la font de la Nòria a la plaça de l'església.